# الیاس کشکولی
الیاس کشکولی  سیاست‌مدار ایرانی بود، که در دوره نوزدهم  مجلس شورای ملی بعنوان نماینده فیروزآباد  در مجلس شورای ملی حضور داشت.